# イトクの森古墳
イトクの森古墳（いとくのもりこふん、イトクノ森古墳/イトクノモリ古墳）は、奈良県橿原市畝傍町にある古墳。形状は前方後円墳。史跡指定はされていない。

## 概要
奈良盆地南縁、畝傍山東麓に築造された小古墳である。古墳名は、『諸陵図考』の畝傍村に懿徳天皇（第4代）の陵が所在するとの説に基づく。現在は橿原神宮外苑に位置し、墳丘上に池田神社が所在する。1908-1909年（明治41-42年）の採土等によって前方部墳丘は失われている。
墳形は前方後円形で、前方部を東方向に向ける。明治期の採土に際しては、土器・石槍・石鏃などが出土している。出土当時には土器は弥生土器と見誤られ（現在は布留式中葉の古式土師器とされる）、前方後円墳の成立が金石併用時代（弥生時代）まで遡るか否かについて高橋健自・後藤守一などが論争を展開し、小規模ながら学史的に著名な古墳になる。築造時期は古墳時代前期頃と推定される。

## 遺跡歴
- 1908-1909年（明治41-42年）、前方部の採土。土器・石槍・石鏃の出土[2]。
- 1921・1922年（大正10・11年）、高橋健自が土器・石器を古墳に伴うものと判断して、前方後円墳の発生が金石併用時代に遡る例として紹介[3]。
- 1923年（大正12年）、後藤守一が前方後円墳であることを否定（梅原末治も同様の見解）。
- 1923年（大正12年）、森本六爾が現地での聞き取り・観察を基に、前方後円墳であることと遺物の古墳帰属を主張[3]。
- 1961年（昭和36年）、末永雅雄が工事参加者の実見談と東京国立博物館の記録を照合[3]。

## 関連文献
（記事執筆に使用していない関連文献）
- 高橋健自「考古學上より觀たる邪馬臺國」『考古學雜誌』第12巻第5号、考古學會、1921年、266-289頁。
- 高橋健自『古墳と上代文化』国史講習会〈文化叢書第9編〉、1922年。
- 後藤守一「甕棺・陶棺について（一）」『考古學雜誌』第13巻第9号、考古學會、1923年、571-590頁。
- 森本六爾「大和国高市郡畝傍イトクノモリ古墳調査報告」『考古學雜誌』第14巻第1号、考古學會、1923年、32-42頁。
- 末永雅雄 著、橿原考古学研究所 編『橿原 -橿原市畝傍町-』奈良県教育委員会〈奈良県史跡名勝天然記念物調査報告第17冊〉、1961年。
- 白石太一郎「橿原市イトクの森古墳」『奈良県の主要古墳2』奈良県教育委員会〈緑地保全と古墳保護に関する調査報告2〉、1974年。